# John French (hudebník)
John French, známý také pod přezdívkou Drumbo (* 29. září 1948) je americký rockový bubeník a zpěvák. Proslavil se spoluprací s Captainem Beefheartem, se kterým nahrál alba Safe as Milk (1967), Strictly Personal (1968), Trout Mask Replica (1969), Lick My Decals Off, Baby (1970), Mirror Man (1971), The Spotlight Kid (1972), Shiny Beast (Bat Chain Puller) (1978) a Doc at the Radar Station (1980). Byl také členem skupiny French Frith Kaiser Thompson, s níž nahrál alba Live, Love, Larf & Loaf (1987) a Invisible Means (1990.